# 原稿用紙
原稿用紙（げんこうようし、英語: genkō yōshi）は、日本語、中国語、韓国語の文章を書くために特別に誂えられた様式を持つ用紙のこと。一字を一つのマスに書きこみ、原稿の正確な文字数が分かるように、マス目を切ってあるところに特色がある。
転じて、漫画やイラストを描くための用紙も「原稿用紙」と呼ばれるようになった（#漫画における原稿用紙を参照）。

## 概要
原稿用紙の特色は、文字を書くためのマス目が既に印刷してあるところにある。マス目の数は、1行を20字として、これを20行連ねた400字詰のものが最も一般的かつ基本形であるとされ、20字×10行の200字詰を「ペラ」「半ピラ」と俗称したりする。通常用いられる原稿用紙は200字詰と400字詰の2種類であり、それぞれタテ書き用とヨコ書き用がある。なお、このほか特殊なものとして、新聞記者用に新聞紙面の1行字数に合わせたもの、テレビのテロップ作成用にテレビ画面に表示できる字数にあわせたものもある。
マス目は通常、正方形に近い形に作られ、行と行との間にある程度の余白を持って配置される。これは振仮名・傍点を記入しやすいようにとの工夫であり、行間の余白を取らない場合にはマス目を横長にするなどしてデザインすることが多い。以上のほかに、様々な飾り・デザインを組み合わせた原稿用紙もある。
また、最も一般的な400字詰原稿用紙の場合、10行目と11行目の間にマス目を切らない一行があり、中央部分に「【」のような装飾を付すことが多い。これは「魚尾（ぎょび）」と呼び、古くから和本の折り目 （版心）に付けられていた飾りを模したもので、もともと原稿用紙が二つ折りにして綴じるためのものであったことの名残である。
学生や小説家などのライターが主に使用する。学生は主に読書感想文や卒業文集、小論文などを提出するときに使う。ワープロ・パソコン等の普及により、原稿用紙を使う小説家やライターは少なくなりつつある。
特殊な用途として、供述調書や内容証明（手書きの場合）にも用いられる。

## 歴史
江戸時代以前においては、漢籍や経文を除くほとんどの原稿が草書・連綿体で書かれていたために、それを記すための用紙が一字ごとの切れ目に対応するマス目を持つことは、無意味であるのみならず、邪魔ですらあった。したがって、この時期においては、写経などごく特殊な例外を別にすれば、せいぜい行の乱れが生じないように縦の線のみを刷った罫紙を用いる程度であった。
今日の日本における原稿用紙の起源とされているのは、鉄眼道光が開刻した黄檗版鉄眼一切経である。鉄眼は経典の版木を開刻するにあたり、縦1行の字数を20字横10行と定め、これを1ページと定めている。ただし縦の罫線までは引かれてはいるが、この時点ではまだ升目にまでは発展していなかった。鉄眼一切経6,956巻が一応の完成をみたのは天和元年（1681年）である。
現存する最古のマス目様の用紙は、頼山陽が『日本外史』を記すのに用いたものとされる。同書は漢文によって記された。20字×20行の400字詰様式の起源は、塙保己一が編纂した『群書類従』の版木であるとされる。当時の例として、吉田松陰が松下村塾の塾生に送った書状（1859年（安政6年）5月15日付）がある。20字×20行の400字詰様式の原稿用紙に書かれている。萩博物館（山口県萩市）所蔵。400字詰め原稿用紙としては藤貞幹の『好古日録』が現存する最古のものとされる。また、大隈言道は600字詰めの用紙を用いていた。
原稿用紙の使用が一般的になったのは、明治時代中期に入ってからのことで、現在の原稿用紙の形状に近いものとしては、内田魯庵のつくった19字×10行の190字詰用紙が最も早い時期に属するものであると伝えられる。これは板木に変わって活版印刷が一般的になる中で、新聞・雑誌などに原稿を掲載する際、字数が正確に計量できることが最重要視されたことと関係する。魯庵の原稿用紙は作家の間で広く人気を呼び（夏目漱石も愛用者の一人であった）、これ以降、400字詰原稿用紙を使って原稿を書くことが一般的になったという。
政府機関では宮内庁が早く導入した。後に高橋是清は大蔵省で外国の文献の翻訳に原稿用紙を用い、枚数ごとに報酬を受け取っていた。また、大隈重信も翻訳のさい原稿用紙を用いていた。
東京・神楽坂にある文具店「相馬屋源四郎商店」は、自店が現代に至る原稿用紙の発祥地であると説明している。明治時代、注文の聞き違いなどで余った紙を店頭に置いていたところ、来店した作家の尾崎紅葉から「マス目の入ったものを印刷してほしい」と頼まれた。相馬屋の原稿用紙はその後、北原白秋、坪内逍遥、石川啄木、志賀直哉、夏目漱石らにも愛用され、その意見を取り入れながら改良されたという。
また一説には名編集者であった滝田樗陰が、原稿用紙の使い方がいい加減で文量が少ないことに業を煮やし、原稿用紙のマス目を守らない作家に対して、400字詰に正確に換算した分量だけの原稿料しか払わなかったところ、どの作家もいっせいに原稿用紙を使ってマス目通りに原稿を書くようになった、という文壇ゴシップもある。
作家の肉筆原稿には完成稿に至るまでの草稿もあり、本文を確定するまでの推敲や構想のメモなど、創作過程のプロセスが記録されており、作家の交友関係を示す書簡とともに、作家研究や作品研究の参考となる貴重な文学資料となっており、文学館などでも収集されている。

## 使用法
明治中期以降、文学者の間では400字詰原稿用紙を用いることが常識となり、これが学者などにも広がったため、現在に至るまで原稿用紙の活躍する場は多い。その間に、原稿用紙をめぐるさまざまな慣習が発生した。
文芸の分野においては、作家に対する原稿料は400字詰原稿用紙1枚あたりを基本として計算する。また特に断らずに「何枚」といった場合、400字詰原稿用紙換算の枚数を指す。分量に関するこの態度は、学術の場にも引き継がれ、書いたもののおおよその目安を示す単位は400字詰原稿用紙もしくは同換算であることが多い。
ただし、400字詰め原稿用紙は持ち歩きにおいて嵩張る場合もあり、200字詰原稿用紙が用いられることもある。ことに演技や移動が要求される映画やテレビドラマの脚本で200字詰原稿用紙が基本となっている。脚本の各種コンクールにおいても200字詰原稿用紙の使用が必須条件となっており、400字詰原稿用紙を使用した場合は失格となることが多い。
例外としてゲームのシナリオではテキストファイルのファイルサイズを基準とし、1キロバイト単位で報酬が決まることが多い。日本語文章では約500文字に相当する。
欧米では単語数を基本にすることが多い。
原稿用紙を使って書くことに慣れた人が多く、上記のように分量の単位として原稿用紙換算が現役であるため、一太郎などの日本語ワープロソフトには各種原稿用紙を再現したフォーマットのテンプレートや、原稿用紙に換算した枚数を表示できる機能を搭載されていることがある。

### 日本語での原稿用紙の書き方

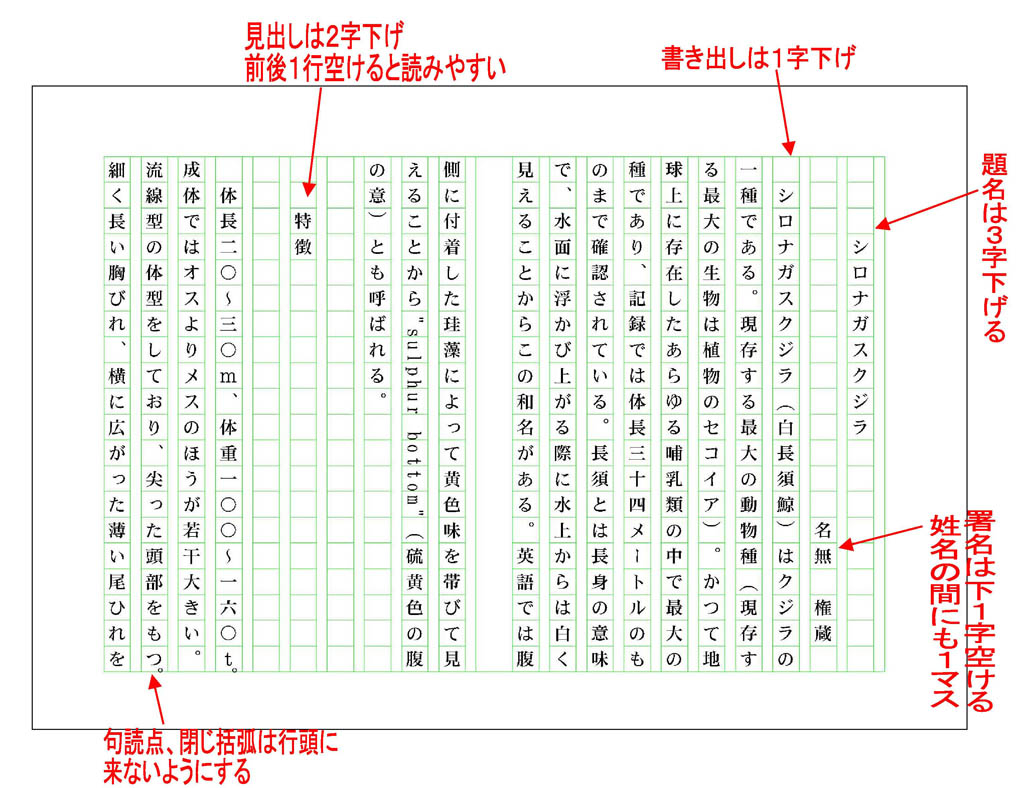
日本語における400字詰め原稿用紙の使い方(例)

原稿用紙の書き方には資料により差異があり、日本社会全体で統一したルール（スタイルガイド）はない。教科書においても、会社や時代によって細かな違いが見られる。
論文の場合は学校（学会）指定の書式、出版社の場合は出版社指定の書式があるが、ここではその中で特に一般的と思われる縦書き400字詰め原稿用紙の基本的な書き方について列記する。
原稿用紙の使い方にはルール（とされるもの）があり、入学試験などで作文・小論文が課される際に、このルールが守れていないものは減点の対象とされることが多い。
欧米でもスタイルガイドは業界や論文誌ごとに異なる。

#### ルール
- 段落の冒頭は1字下げる（空白を置く）[15][14]。
- 句読点、閉じ括弧などが行頭に来ないようにし、前の行の最後の文字と共に書く[14][16]（いわゆる禁則処理）。ただし「。、」などをぶら下げると見落しやすいため、文筆を業とする人々の間では、むしろこの原則を守らないことがルールとなっている[要出典]。
- 縦書きの数字は基本漢数字を使用する[15][14]。
- 横書きの欧文や数字は1マス2文字、縦書きの欧文は1マス1文字入れる[15][14]。
- 感嘆符「！」や疑問符「？」の後ろは1マス空ける。
- リーダー（……）やダッシュ（──）は2マス分を使う[15]。
- 鉤括弧で始まる「会話文」は直前で改行し、行頭に鉤括弧を配する。会話文が2行以上に渡るときは、行頭を1文字下げる（なお、同じ鉤括弧を利用する場合でも、心中語や引用では行替えをしない）。
- ふりがなは文字右隣り余白に小さく記述する。
- 改行しての長文の引用は1字[要出典]もしくは2字下げで書く[15]。

## 漫画における原稿用紙
漫画・イラストなどの執筆に使う用紙も原稿用紙と呼ばれる。ケント紙・画用紙・模造紙・上質紙などを使う。
漫画専用の漫画原稿用紙があり、印刷に出ない薄い水色の線で版面や裁ち切り線、トンボ等が印刷されているのが特徴。見開き用の横倍寸の物もある。あらかじめ枠線が引かれているタイプもある。
上質紙の連量110 - 135 kgのものを使う場合が多い。原稿量が多い場合は薄い方が扱いやすいため薄い用紙を好む者もあるが、一方で薄い用紙ではスクリーントーンの作業を行う際にトーンナイフの刃が貫通してしまうことがあるため、厚い用紙を好む者もある。
雑誌に掲載される連載漫画の原稿料は原稿用紙の枚数で決まる。また枚数は同じでもカラーの場合はモノクロより増額される。
同人誌では手頃なA4サイズの原稿用紙が用いられることも多いが、商業誌の場合はB4サイズの原稿用紙を用いるのが一般的である。線の荒が目立たなくなることや高密度に描き込めるなどの理由で、印刷の際は縮小されることが普通であり、原寸印刷は稀である。

## 主な日本の製造元
ここでは、漫画やイラストを描くための原稿用紙については触れない。
原稿用紙メーカー
- 相馬屋源四郎商店[18] -「相馬屋製原稿用紙」
- 舛屋（満寿屋）[19] -「満寿屋の原稿用紙」
- あたぼう[20] -「飾り原稿用紙」

その他、北斗社も原稿用紙を製造販売している。また、山田紙店「山田製原稿用紙」、文房堂「文房堂製原稿用紙」など生産終了した企業も多々ある。過去には、平凡社や草思社などの出版社も販売していた。
大手紙業・文具メーカー
- コクヨ -「コクヨ原稿用紙」
- 日本ノート -「アピカ原稿用紙」
- ライフ[21] -「LiFE原稿用紙」
- ゴークラ -「こだま原稿用紙」
- 文運堂 -「コッカ原稿用紙」

他にも、伊東屋「伊東屋原稿用紙」など様々な企業から販売されている。